# 李仲芳 (工艺家)
李仲芳（1573年—1644年），江苏宜兴人（一说江西婺源人），明万历年间的紫砂陶陶工。是李养心（茂林）之子，时大彬的徒弟。擅长制作紫砂筋纹器，其作品俗称为“老兄壺”。传世作品有一件觚棱壶（现藏于香港茶具文物馆）、一件瓜棱壶（今藏美国佛利尔美术馆）等。